# Эр-Ракка (район)
Эр-Ракка (араб. مركز الرقة‎) — район (минтака) в составе мухафазы Эр-Ракка, Сирия. Административным центром является город Эр-Ракка.

## География
Район находится на севере Сирии. На востоке и юго-востоке граничит с мухафазой Дейр-эз-Зор, на юго-западе и западе с районом Эт-Табка, на северо-западе с мухафазой Халеб, а на севере с районом Эт-Телль-эль-Абьяд.

## Административное деление
Район разделён на 4 нахии.
| Нахия      | Административный центр | Население (2004 г.), чел. | Карта |
| ---------- | ---------------------- | ------------------------- | ----- |
| Эр-Ракка   | Эр-Ракка               | 338 773                   |       |
| Эс-Сабха   | Эс-Сабха               | 18 106                    |       |
| Эль-Карама | Эль-Карама             | 74 429                    |       |
| Маадан     | Маадан                 | 42 652                    |       |